# Akalabeth: World of Doom
Akalabeth: World of Doom (/əˈkæləbɛθ/) là một game nhập vai được phát hành giới hạn vào năm 1979 và sau đó được California Pacific Computer Company phát hành cho Apple II vào năm 1980. Richard Garriott đã thiết kế trò chơi như một dự án sở thích, hiện được công nhận là một trong những ví dụ sớm nhất được biết đến của thể loại game nhập vai và là tiền thân của dòng game Ultima bắt đầu sự nghiệp của Garriott.

## Lịch sử
Game do Richard Garriott hồi còn tuổi thiếu niên bắt tay vào làm bằng Applesoft BASIC dành cho Apple II khi đang học trung học ở vùng ngoại ô Houston, Texas. Bắt đầu với tư cách là một dự án trường học trong năm học cuối cấp sử dụng hệ thống máy tính lớn của trường và máy tính Apple II, cũng như một chiếc Apple II khác được cha ông mua cho ông, trò chơi liên tục phát triển trong nhiều năm dưới tựa đề D&D hoạt động với sự giúp đỡ của bạn bè và các đối tác Dungeons & Dragons thường xuyên đóng vai trò là người chơi thử. Quá trình phát triển game đã bắt đầu ngay sau cuộc tiếp xúc ban đầu với máy tính Apple vào mùa hè năm 1979, nhưng Garriott không ngờ rằng công chúng sẽ thấy tác phẩm của mình.
Khi trò chơi đạt đến phiên bản D&D28b vào cuối năm đó (trong đó "28b" đề cập đến bản sửa đổi), ông đã giới thiệu game – giờ đổi tên thành Akalabeth – cho sếp của mình tại ComputerLand ở Clear Lake City, Texas, người đề nghị ông bán tựa game trong cửa hàng. Garriott đồng ý và chi 200 đô la để đóng gói và bán trò chơi với giá 20 đô la bên trong túi Ziploc, với các hướng dẫn được sao chụp và bìa do mẹ ông vẽ. Với dòng chữ cảnh báo "BEWARE FOOLISH MORTAL, YOU TRESPASS IN AKALABETH, WORLD OF DOOM!!", và tuyên bố sẽ cung cấp "10 loại Quái vật Hi-Res khác nhau kết hợp với góc nhìn hoàn hảo và cấp độ ngục tối vô hạn". California Pacific Computer Company đã nhận được một bản sao và liên hệ với Garriott để đảm nhận việc phát hành game. Garriott liền bay tới California cùng cha mẹ và đồng ý nhận 5 đô la cho mỗi bản sao được bán. Giá bán lẻ của phiên bản California Pacific, với hình bìa vẽ bởi Denis Loubet, là 35 đô la; Garriott tuyên bố rằng trò chơi đã bán được 30.000 bản, trong đó ông nhận được 150.000 đô la và Akalabeth có tỷ suất hoàn vốn tốt nhất, với những tựa game về sau "thảy đều xuống dốc từ đó". Công ty đề nghị rằng vì mục đích tiếp thị "Lord British" nên được ghi nhận là tác giả và tổ chức một cuộc thi dành cho độc giả Softalk để tìm ra danh tính thực sự của ông ấy.
Khi tạo ra Akalabeth, Garriott chủ yếu lấy cảm hứng từ Dungeons & Dragons, ông đã tổ chức các buổi họp hàng tuần tại nhà của cha mẹ mình khi còn học trung học, và các tác phẩm của văn hào J. R. R. Tolkien, mà anh ta nhận được từ một người anh rể. Cái tên này bắt nguồn từ Akallabêth của Tolkien, một phần của bộ truyện The Silmarillion, dù game này không dựa trên câu chuyện của Tolkien. Trong tựa game gốc, con quái vật cuối cùng trong danh sách cần giết được gọi là "Balrog", giống như loài ác quỷ trong The Lord of the Rings, và không giống như tên sau này của quái vật trong dòng game Ultima, Balron.
Mặc dù không được tuyên bố rõ ràng, Akalabeth được xem là trò chơi đầu tiên của sê-ri Ultima, một dòng game nhập vai rất nổi tiếng và có ảnh hưởng. Do đó, game được đưa vào như một phần của Ultima Collection năm 1998, đặt cho biệt danh Ultima 0. Phiên bản trong Collection đã thêm vào các màu CGA và MIDI. Trò chơi chạy trên DOS, biến nó thành bản port chính thức của game cho bất kỳ hệ thống nào khác ngoài Apple II, mặc dù phiên bản PC không chính thức, do người hâm mộ sản xuất đã lưu hành trên Internet từ cuối năm 1995.
Các bản sao của tựa game gốc Akalabeth hiếm hơn nhiều so với các bản sao của các trò chơi khác bán được ít hơn 30.000 bản. Jimmy Maher từ trang chủ Digital Antiquarian tin rằng Garriott is bị nhầm lẫn trên hình minh họa, vì trò chơi chỉ xuất hiện ở gần cuối danh sách hàng tháng của Softalk về 30 chương trình Apple II bán chạy nhất hai lần trước khi bị ngừng năm 1982; ngược lại tựa game The Wizard and the Princess của Sierra On-Line, thường xuất hiện gần đầu danh sách, đã bán được 25.000 bản vào giữa năm 1982. Với tỷ lệ tiền bản quyền tác giả cao của California Pacific, ông cho rằng 10.000 bản có thể đủ để Garriott kiếm được 150.000 đô la.

## Lối chơi và công nghệ

Góc nhìn chính trên cao của Akalabeth. Người chơi được đại diện bởi một hình chữ thập. Có một thị trấn ở phía tây bắc và những ngọn núi không thể vượt qua về phía đông nam.

Garriott là tác giả duy nhất của trò chơi, ngoại trừ hình bìa tiêu đề của Keith Zabalaoui. Trò chơi cố gắng đưa lối chơi của game nhập vai bằng giấy-và-bút vào nền tảng máy tính. Người chơi nhận được các nhiệm vụ từ Lord British (bạn tri kỳ và biệt danh của Garriott từ thời trung học) để tiêu diệt liên tiếp mười quái vật ngày càng khó hơn.
Phần lớn lối chơi diễn ra trong một hầm ngục dưới lòng đất, nhưng cũng có một bản đồ thế giới đơn giản trên mặt đất và mô tả văn bản để điền vào phần còn lại của cuộc phiêu lưu. Người chơi có thể ghé thăm Adventure Shop để mua thức ăn, vũ khí, khiên và bùa phép; chỉ số nhân vật của người chơi cũng có thể được xem tại đây.
Trò chơi đã sử dụng các khái niệm mà sau này trở thành tiêu chuẩn trong dòng game Ultima, bao gồm:
- Lối chơi góc nhìn thứ nhất trong ngục tối
- Yêu cầu thực phẩm để tồn tại
- Góc nhìn thế giới theo kiểu nhìn từ trên xuống
- Phím tắt bàn phím được sử dụng cho các lệnh
- Việc sử dụng tiếng Anh thời Elizabeth

Các phiên bản tiền kỳ của Garriott trước D&D28b đã sử dụng chế độ xem trên cao với các phím ASCII đại diện cho các vật phẩm và quái vật. Tuy nhiên, sau khi chơi Escape, tựa game mê cung đầu tiên cho Apple II, thay vào đó, ông đã quyết định chuyển sang chế độ khung hình góc nhìn thứ nhất cho các phần trong hầm ngục ngầm của trò chơi, tựa game nhập vai trên máy tính đầu tiên có đồ họa như vậy. Trò chơi yêu cầu người chơi cung cấp "số may mắn", được sử dụng như một hạt giống ngẫu nhiên để tạo quy trình phần còn lại của trò chơi, bao gồm cả ngục tối và chỉ số nhân vật; bằng cách sử dụng cùng một số, người chơi luôn có thể quay lại một thế giới nhất định. Phiên bản Ultima Collection đã bổ sung thêm phần hỗ trợ savegame trong khi vẫn sử dụng hạt giống ngẫu nhiên tương tự.

Góc nhìn ngục tối thứ nhất của Akalabeth. Ở đây người chơi đang chiến đấu với một bộ xương gần một cái thang. Màu xanh đậm cho biết đây là cấp độ thứ hai của ngục tối.

Mặc dù thô sơ theo tiêu chuẩn hiện đại, vào năm 1980, cơ chế đồ họa và lối chơi khám phá ngục tối của Akalabeth' được coi là khá tiên tiến và trò chơi đã thu hút được sự chú ý lớn. Và, vì Akalabeth được viết bằng Applesoft BASIC, một ngôn ngữ thông dịch, nên việc người dùng sửa đổi mã nguồn cho phù hợp với nhu cầu hoặc mong muốn của họ là một vấn đề đơn giản. Ví dụ, bùa phép của trò chơi, đôi khi làm những việc không thể đoán trước như biến người chơi thành Lizard Man (Người Thằn Lằn) cực mạnh, hoặc Toad (Cóc) yếu ớt, có thể được đặt cho "Lizard Man" với mỗi lần sử dụng, tăng dần sức mạnh của người chơi lên điểm không thể phá hủy ảo. Người ta cũng có thể đặt chỉ số nhân vật của người chơi (thường được tạo ngẫu nhiên và khá yếu để bắt đầu) ở bất kỳ màn nào như mình muốn. Ngoài ra, sau đó Origin Systems cung cấp mã nguồn trên các máy chủ FTP của họ.

## Ngày phát hành
Hầu hết các nguồn, bao gồm Garriott và Origin Systems, đều nói rằng Akalabeth được tạo ra vào mùa hè năm 1979 sau khi anh tốt nghiệp trung học, và bày bán năm đó bằng túi Ziploc. Maher tin rằng Garriott đã không bắt đầu bán Akalabeth cho đến mùa hè năm 1980, sau năm đầu tiên học đại học. California Pacific phát hành rộng khắp game này vào năm 1980 với ngày bản quyền năm 1980, và Akalabeth lần đầu tiên xuất hiện trong danh sách 30 tựa game hàng đầu tháng 10 năm 1980 của Softalk.
Akalabeth được chuyển sang DOS như một phần của Ultima Collection vào năm 1998.

## Đón nhận
Theo Richard Garriott, Akalabeth đã bán được khoảng 30.000 bản. As Khi anh kiếm được 5 đô la mỗi bản, doanh thu này đạt tổng doanh thu 150.000 đô la, mà Garriott gọi là "lợi nhuận không tồi cho một trăm giờ làm việc của một học sinh trung học."
Steve Jackson đã đánh giá Akalabeth trong The Space Gamer số 36. Jackson nhận xét rằng "Nhìn chung, tôi đánh giá cao Akalabeth. Đồ họa tốt hơn tôi từng thấy trên bất kỳ trò chơi tương tự nào; chương trình rất đa dạng và khá logic. Và thật thú vị."
Trò chơi được xem xét vào năm 1982 trong tạp chí The Dragon số 65 của Bruce Humphrey. Humphrey kết luận rằng "Akalabeth là một người anh em họ nghèo liên quan đến Wizardry và một số trò chơi máy tính nhập vai gần đây khác." Scorpia của Computer Gaming World, một người hâm mộ của Ultima, đã đồng ý vào năm 1991 và 1993: "Nói thẳng ra, đó không hẳn là tuyệt vời". Tuy nhiên, cô lưu ý rằng trò chơi này là game đầu tiên cung cấp đồ họa ngục tối góc nhìn 3-D.